# Emplastus miocenicus
Emplastus miocenicus (лат.) — ископаемый вид мелких муравьёв рода Emplastus из подсемейства Dolichoderinae. Найден в миоценовых отпечатках Европы (Хорватия, Радобой, Grätz Collection, бурдигальский ярус, возраст от 16 до 20 млн лет).

## Описание
Среднего размера долиходериновые муравьи, длина тела 13,5 мм. Стебелёк между грудкой и брюшком состоит из одного членика петиоля. Голова в 1,05 раз длиннее своей ширины. Грудь равна по ширине размерам головы. Скутум длиннее своей ширины. Брюшко овальное. От других видов отличается более крупным размером тела и жилкованием крыльев, ячейка rm треугольная, широкая, без стебелька; ячейка mcu прямоугольная.
Впервые был описан в 2014 году российскими мирмекологами профессором Геннадием Михайловичем Длусским и Татьяной С. Путятиной (МГУ, Москва) вместе с такими новыми таксонами как Dolichoderus heeri, E. dubius, Formica parexsecta, Heeridris croaticus, Myrmecites latus, Ponerites gracilior, P. oblongiceps. Включён в состав рода Emplastus Donisthorpe, 1920. E. miocenicus назван по имени первой эпохи неогенового периода в останках которой был найден (миоцен).